# Корделия (спутник)
Корде́лия (англ. Cordelia) — самый близкий к планете спутник Урана.
Была открыта 20 января 1986 года на снимках, сделанных аппаратом «Вояджер-2», и получила временное обозначение S/1986 U 7.
С тех пор не наблюдалась, пока космический телескоп «Хаббл» не получил соответствующие изображения в 1997 году.
Названа по имени персонажа из пьесы Шекспира «Король Лир».
Также обозначается как Уран VI.
За исключением орбиты, радиуса в 21 км и геометрического альбедо 0,08, о Корделии практически ничего не известно.
На снимках, переданных «Вояджером-2», Корделия выглядит как продолговатый объект, направленный своей главной осью на Уран.
Соотношение её поперечного размера к продольному составляет 0,7 ± 0,2.
Корделия выполняет роль «спутника-пастуха» на внутреннем крае кольца Эпсилон Урана.
Орбита Корделии располагается внутри синхронной орбиты Урана, вследствие чего орбита этого спутника постепенно снижается из-за воздействия приливных сил.